# Oligodon trilineatus
Oligodon trilineatus este o specie de șerpi din genul Oligodon, familia Colubridae, descrisă de Duméril, Bibron și Duméril 1854. A fost clasificată de IUCN ca specie cu risc scăzut. Conform Catalogue of Life specia Oligodon trilineatus nu are subspecii cunoscute.